# 谷亮子
谷 亮子（たに りょうこ、1975年〈昭和50年〉9月6日 - ）は、日本の柔道家、政治家。福岡県福岡市出身。旧姓は田村（たむら）。柔道選手としてはオリンピックで2度、世界選手権で7度金メダルを獲得した。2018年1月には、女子としては極めて異例の飛び昇段で六段になった。
2010年の第22回参議院議員通常選挙で民主党の比例候補として当選し参議院議員として政界入り。民主党スポーツ議員連盟会長、日本未来の党幹事（遊説担当）、生活の党と山本太郎となかまたち副代表兼参議院幹事長などを歴任した後、改選となる2016年の第24回参議院議員通常選挙には立候補しなかった。
帝京大学文学部卒業、日本体育大学大学院修了。夫は元プロ野球選手で東芝社会人野球部エグゼクティブアドバイザーの谷佳知である（2003年結婚）。

## 経歴
血液型はB型。階級は48kg級。組み手は右組み。得意技は背負投。福岡工業大学附属城東高等学校、帝京大学文学部卒業、日本体育大学大学院博士前期課程修了。元トヨタ自動車所属。日本オリンピック委員会・選手強化キャンペーン・シンボルアスリート制度を適用。
世界選手権7連覇・全日本体重別11連覇を含む14度の優勝・福岡国際11連覇を含む12度の優勝、オリンピックでは2個の金メダル・2個の銀メダル・1個の銅メダルと出場した5大会全てでメダルを獲得するなど圧倒的な戦績を誇り、女子柔道、柔道の普及に大きな貢献をした。

### 国会議員として
2010年（平成22年）3月31日付でトヨタ自動車のスポンサー契約（同社所属の従業員選手扱い）が終了し、選手としての所属を個人事務所の「オフィス・リョウコ」に変更する。2010年（平成22年）5月10日、第22回参議院議員通常選挙で民主党の比例区公認候補として出馬表明を示した。柔道については当時は現役続行を宣言し、2012年のロンドンオリンピックで金メダルを目指す意欲を示していたが、断念した（後述）。
同年7月、民主党の比例区から立候補し、民主党公認候補の中で得票数第2位となる352,594票を獲得し、初当選を果たした。小沢ガールズと報道される。
本人は前述の通り、現役選手と国会議員の活動を両立する意向を持っていたが、同年9月17日、全日本柔道連盟の強化委員会が強化指定ランクを格下げ（最上位の「ナショナル」から「シニア」に1段階降格）したことにより国際大会への出場が大幅に制限されることとなった。
その後も柔道競技者として練習は続けていたものの、2010年10月15日、国会議員としてまずは国政でのスポーツ振興に全力を注ぐことを優先し、2012年のロンドン五輪への代表選考試合への不参加を表明し、「柔道家引退」と報じられた。なお、2008年北京オリンピックで銅メダルに終わって以降、柔道の公式試合には一度も出場していない。
2012年7月2日に小沢一郎の民主党離党に同調して離党届を提出。翌3日に受理され、10日に離党した。その後2012年7月11日、小沢が率いる国民の生活が第一の結党に参加した。同年11月28日、嘉田由紀子滋賀県知事が代表を務める「日本未来の党」（前日27日に結成）に参加した。12月1日、党幹事（遊説担当）に就任。日本未来の党の解党後は、小沢一郎の率いる生活の党に所属。
2013年6月には全日本柔道連盟の理事に田辺陽子・北田典子とともに女性として初めて起用されることになった。その際に「（女子選手の）窓口的な役割が求められていると思う。柔道を通じて夢や希望を持てる体制を作りたい」「選手と所属（団体）、全柔連などの組織が孤立しないように、意思の疎通を深めたい」「日本発祥の柔道には素晴らしい伝統と文化がある。それを広めながら改革していきたい」と決意を語った。
2013年8月2日、生活の党副代表兼参議院幹事長に就任した。
2015年6月には公務多忙を理由に全柔連の理事から外れた。
2016年6月、第24回参議院議員通常選挙に出馬しない意向を代表の小沢一郎に伝えた。

#### 不祥事
- 2015年の収支報告書に554万円の人件費が計上され、そのうち494万円が政治活動の実態のない父に支払われ、収支報告書の虚偽記載として政治資金規正法違反の疑惑が発覚し、本人も疑惑を否定しなかった[24]。

### 2016年の参院選不出馬後
2018年1月14日に女子四段から女子六段へ昇段したことが、講道館から発表された。九州柔道協会からの推薦により、講道館から昇段を認められた。本人によれば、政治活動に一区切りをつけた2年ほど前から形の稽古などの準備を進めていたとしている（但し柔道界には復帰していない）。
2022年6月から、日本プロ野球OBクラブの理事を務めている。

## 競技歴

### 生い立ち
城浜小学校2年生の時に4歳年上の兄に影響されて東福岡柔道教室で柔道を始めた。それからわずか数か月後には櫛田神社の奉納試合で5人抜きを演じたが、その際には男の子を投げ飛ばして、けがを負わせたことがある。この当時は柔道以外にピアノと書道と乗馬も習っていたが、ある時ピアノの教師に「ピアノには五輪はなかと」と言われたことがきっかけで柔道に専念するようになった。
小学校4年の時には九州少年柔道大会の団体戦で優勝して最優秀選手に選ばれた。
小学校5年の時には全国少年柔道大会の団体戦に東福岡柔道教室の先鋒で出場して準決勝で敗れたものの、3位入賞を果たした。小学校6年の時には団体戦の全日本少年少女武道錬成大会で優勝した。
なお、小学校の卒業文集では｢私は柔道が好きな女三四郎でーす｣と自己紹介していた。また、レベッカとジョージ・マイケルのファンでもあった。

### 中学時代
城香中学2年の時に体重別九州予選に出場すると、準決勝で柳川高校3年の衛藤裕美子と対戦した。ポイントでリードしながら終了20秒前に送襟絞をきめられて参ったをしてしまい、本選への出場はならなかった。この際に道場の師範だった稲田明に、「試合を放棄するようなことはするな。あと20秒辛抱すれば勝ったのに、今までやってきたことが台なしではないか。やり直しだ」と叱られて顔を叩かれた。道場では度々竹刀で叩かれていたものの、顔を叩かれたのはこの時が初めてだったという。なおこの後、全日本女子代表チームの強化合宿に参加したものの、体が小さく白帯だったため、最初は強化選手の誰からも相手にされなかった。そのうち、48kg級トップレベルの1人である埼玉大学1年の鈴木若葉が声を掛けると、組むや否や豪快な背負投で投げ飛ばして、周囲の強化選手やコーチをざわつかせた。またこの当時、同じ福岡県の篠栗町道場に出稽古に赴いた際には男子中学生を次から次へと投げ飛ばして、道場破りの様相を呈することとなった。投げられた1人である中学3年の男子生徒は、自分より30kg近く軽い小柄な田村に投げられた衝撃から柔道をやめてしまった。
中学3年の時には6月の都道府県対抗全日本女子柔道大会に福岡県チームの一員として出場すると、予選リーグで2戦2勝を収めるがチームは敗れた。
また、体重別九州予選で優勝して7月には本選に進むも、準決勝でこの階級の第一人者である筑波大学1年の江崎史子に横四方固で一本負けしたが、3位に入賞した。
8月には全日本代表チームのフランス遠征メンバーに選ばれて、現地での練習試合では5戦全勝した。
10月には強化選手選考会に出場して、決勝で京都産業大学3年の坪井由香里と対戦すると、小内刈で効果を先取されるが、すぐに同じ小内刈で効果を取り返すと、その後は攻め込んで判定勝ちを収めて福岡国際の代表に選ばれた。
12月の福岡国際には大会が始まった1983年以来、東福岡柔道教室の一員として毎年集団演武に参加していたが、今回は初めて選手として出場することになった。道場の妹分である3歳年下の当時小学校6年生だった日下部基栄が｢負けたらメシ食わさんぞー｣と檄を飛ばしながら応援団長を務めた。その初戦で中国の高宇紅と対戦すると、大外落の技ありの他に有効2つも取って圧倒的にリードするが、終了間際に高の内股で審判団が協議になるほど一本に近い技ありを取られたものの、判定は変わらず優勢勝ちを収めることになった。準決勝では長年この階級の女王として君臨してきたイギリスのカレン・ブリッグスを体落と内股で立て続けに技ありを取って僅か28秒の合技一本で破った。さらには、決勝でも前年の優勝者である中国の李愛月に背負投で技ありを取った後に内股すかしで一本勝ちして、この大会最年少の15歳での優勝を成し遂げ、衝撃的な国際大会デビューを飾った。田村も忘れられない試合の一つと回想している。その直後に開催された体重無差別の福岡県女子選手権では、4階級上の66kg級の選手である福岡大学1年の多田尾優子を判定ながら破って優勝を飾った。なお、この当時は正月以外、年中無休で柔道に取り組んでおり、平日は午後6時から9時半まで、週末は午後2時から6時まで稽古に充てていた。また、東海大第五高校の中村行成の得意技である掬投が特に気に入っていた。加えて、小学校の頃から引っ込み思案で思ったことをなかなか口に出せなかったが、福岡国際で優勝した際に一部マスコミから愛読していた漫画の『YAWARA!』の主人公に引っ掛けて「ヤワラちゃん」と呼ばれるようになってからは、自分の思っていることを躊躇わずに発言できるだけの強い気持ちが持てるようになったという。

### 高校時代
1991年4月には田村が柔道を始めた時から面倒を見てきた鎌田智博が柔道部監督を務める福岡工大附属高校へ進学した。そこでは軽量級の元世界チャンピオンである柔道部部長の園田義男と、1976年モントリオールオリンピック中量級金メダリストであるコーチの園田勇の園田兄弟からも指導を受けることになった。1年の時には6月の体重別準決勝で筑波大学1年の永井和恵を掬投で破ると、決勝では同大会の6連覇を狙う江崎に対して後半に攻め込まれたものの、出足払で相手を崩したのが評価されてか、3-0の判定で優勝して前年の雪辱を果たすとともに、世界選手権代表に選ばれた
7月にバルセロナで開催された世界選手権では、2回戦で世界ジュニアチャンピオンであるキューバのレグナ・ベルデシアに有効を取って優勢勝ちするなどして勝ち進むも、準決勝でブリッグスに得意の寝技に持ち込まれて上四方固で一本負けした。3位決定戦ではポーランドのマウゴジャータ・ロシュコフスカを大外刈で破り3位になった。
10月には今大会から新設された国体少年女子の部に柳川高校2年の佐野奈津子、3年の国吉真子とともに福岡県チームの一員として参加すると、決勝で一本勝ちするなどしてチームの優勝に貢献した。
11月には大阪で開催されたアジア選手権に出場するも、初戦で中国の湯礼紅に背負投と大外刈で有効2つを取られて敗れたのみならず、右足の靱帯まで損傷した。周囲から敗者復活戦は棄権を勧められたが、園田兄弟から｢足を引きずってでも戦え｣と檄を飛ばされたために試合に出て勝ち続けると、3位決定戦では韓国の尹榮娥に3-0で判定勝ちして3位に入賞した。
ケガを押して出場した12月の福岡国際では決勝で江崎との対戦になり、両者注意の後、江崎に場外際に追い込まれ動きが止まったため赤畳5秒ルールの警告が与えられるかとも思われたが流されて、終了間際に内股で効果を取って辛うじて勝利を収めた。なお、この後の首脳陣による特別座談会では女子強化部長の中村良三が、武蔵大学教員の山口香の話として、江崎も今大会の決勝で肩を負傷したのに、なぜみんな田村のケガばかり気遣うのか疑問を投げかけていた点に言及した。続けて中村と強化副部長の柳沢久が、こんなことをしていたら作新学院高校時代の江川卓のように浮いてしまい、他の選手が田村から離れていってしまうと憂慮の念を示した。
1992年2月にはドイツ国際に出場すると、決勝で地元ドイツのドルテ・ダンマンを内股で破ったのをはじめ、オール一本勝ちで優勝した。
2年の時には5月の体重別決勝で埼玉大学1年の長井淳子と対戦すると、先に小内刈で有効を取られるも、その後すぐに掬投で有効を取り返して、3-0の判定で優勢勝ちして大会2連覇を達成するとともに、バルセロナオリンピック代表に選ばれた。

### バルセロナオリンピック出場
8月のバルセロナオリンピックでは初戦でキューバのアマリリス・サボンと対戦すると、効果を先取されるも大内刈や小内刈などで有効2つと効果1つを取り返して初戦を突破した。続く2回戦ではブラジルのアンドレア・ロドリゲスから有効2つを奪った後に崩上四方固で破ると、準々決勝では李愛月に内股で一本勝ちした。準決勝では前年の世界選手権で敗れたブリッグスを素早い動きで翻弄して攻め立てると、ブリッグスはその動きについて来れずに次々と反則ポイントが与えられたのみならず、右肩まで脱臼した。その後も容赦なく攻め続けると終盤にはブリッグスを反則負けに追いやった。
決勝では世界チャンピオンであるフランスのセシル・ノバックと対戦すると、開始30秒過ぎに素早い動きで相手を前方に引き落とすが、その際に両足を掴まれて双手刈で効果を取られた。その後、内股や小内刈で盛んに攻め込むもののポイントは取れず、3分過ぎに支え釣り込み足を踵返で切り返されて2つ目の効果を取られると、反撃及ばず敗れて銀メダルに終わった。但し、オリンピックの柔道競技においては16歳331日の史上最年少メダリストになった。ノバックはフランス女子ナショナルチームの監督である村上清に田村の弱点は技を仕掛けて戻る際に重心がふらつくところだとの指摘を受け、この試合でもそのアドバイスに従ってポイントを稼いだ。
試合後にノバックは、｢田村は小さすぎる、勝てるわけがない。田村は16歳と若くきゃしゃだ。全く怖くなく、初めてだったが勝つ自信があった｣と挑発的なコメントを残した。一方で敗れた田村は、｢ノバックは（2階級上の）56kg級の選手のように懐が深く力が強かった。あともう少しがんばったら金メダルがもらえたのに｣と悔しさを噛み締めて語った。なお、ブリッグスからは試合後に｢これからはあなたの時代｣との言葉を贈られた。

### アトランタオリンピックまで
オリンピック後最初の大会となった12月の福岡国際では、準決勝で前年のアジア選手権で敗れた湯を払腰で破って雪辱すると、決勝でもフランスのシルビー・メルーを背負落一本で下してオール一本勝ちで大会3連覇を達成した。
1993年の2月にはフランス国際に出場して、3回戦でフランスのフレデリク・ジョシネに効果で勝った以外は、決勝でサボンを崩上四方固で破ったのを始め全て一本勝ちして優勝を果たした。
3月には全国高校選手権に出場して、準決勝までオール一本勝ちで勝ち上がり、決勝では土浦日大高校1年の磯崎祐子に3-0の判定勝ちで優勝を飾った。
3年の時には5月に上海で開催された東アジア競技大会の決勝で、地元の湯から背負投で有効を取って優勝を果たした。
7月の体重別では決勝で長井を3-0の判定で破り世界選手権代表に選出された。
7月には団体戦の金鷲旗にも福岡工大附属高校の一員で参加して、1 - 2階級上の選手を相手に3戦全勝した。
10月にカナダのハミルトンで開催された世界選手権では、準決勝でイタリアのジョバンナ・トルトラを出足払で破ると、決勝でも李愛月を盛んに攻め込んでポイントこそ取れなかったものの3-0の判定で破り、史上最年少の18歳1か月で世界チャンピオンになった。この際に、｢世界選手権とか世界的な大会で優勝がなかったから最高にうれしい｣と語った。
続く国体少年女子の部では、柳川高校2年の阿武教子、三池高校2年の杉野美紀子とともに福岡県チームの一員で参加して、オール一本勝ちを成し遂げてチームの優勝に貢献した。
12月の福岡国際では決勝でロシアのタチアナ・クフシノワを合技で破り優勝を果たした。
1994年になると、この年から女子柔道部を新設することになった帝京大学の文学部国文学科へ進学した。監督は東福岡柔道教室時代の恩師だった稲田が務めることになった。入学の際には、｢先生方から色気づいたら弱くなると言われているんで柔道一筋にやりたい｣と決意を語った。
5月の体重別決勝では、ノバックを育てた村上が帰国後に新たな打倒田村の秘密兵器として養成してきたミキハウスの衛藤由佳を大外刈と袖釣込腰の合技で破って優勝し、アジア大会代表に選ばれた。
10月に広島で開催されたアジア大会では、決勝で李愛月を3-0の判定で破って優勝を果たした。
11月には強化選手選考会に出場して、決勝で長井から効果を取って優勝を果たした。
12月の福岡国際では決勝で長井から有効を2つ取って優勝して、バルセロナで敗れてから続いてきた連勝記録を50に伸ばした。
1995年5月の体重別では、決勝で長井から大外刈で有効を取り優勝して世界選手権代表に選ばれた。
8月に地元の福岡で開催されたユニバーシアードでは、決勝でサボンを払腰で破ったのをはじめ、オール一本勝ちで優勝を果たした。
10月に幕張で開催された世界選手権では、3回戦でサボンから小内巻込で技あり、準々決勝でもジョシネから効果を取って勝つと、準決勝では映画ホーム・アローンに出演したこともある女優で、なおかつ前年の世界ジュニアチャンピオンでもあるアメリカのヒラリー・ウルフを開始早々の体落で破り、決勝では前回大会に続く対戦となった李愛月に対して、先にポイントを取りながらなお攻め続け、ラスト1秒に双手刈で一本を取って優勝して、大会2連覇を達成した。
12月の福岡国際でも決勝でサボンを縦四方固で破るなどオール一本勝ちで優勝を果たした。
1996年3月の体重別では決勝で長井から効果を取って優勝して、アトランタオリンピック代表に選ばれた。
7月のアトランタオリンピックでは、サボンが強敵になってくるものの田村のナンバー1の座は揺るがず、今度こそ金メダルと期待された。
その初戦ではベラルーシのタチアナ・モスクビナを体落、2回戦ではホンジュラスのドラ・マクドナルドを背負投、3回戦ではトルトラを袖釣込腰の技ありでそれぞれ破ると、準決勝では最大のライバルと目されたサボンを背負投で破った。そして決勝ではワイルドカードで出場してきた全く未知の相手である北朝鮮のケー・スンヒと対戦することになった。その決勝ではケーが暗黙のルールを破って柔道衣を左前に着ていたために思うように柔道衣を掴めず攻めあぐねた。また、ケーの力強い組み手の前にいつものように素早い動きで相手を撹乱するところまで持っていけず膠着状態となった。そして試合終盤には払腰を小外刈で切り返されて効果を取られると、その直後の背負投を偽装攻撃と見なされて指導まで与えられて敗れ、前回大会に続いて銀メダルにとどまった。この敗戦によって、前回のバルセロナオリンピック決勝で敗れてから続いてきた連勝記録も84でストップした。なお、アトランタで使用された畳は投げられて勢いがついた場合は1m近くも滑る、素人が製造したかの如き畳と酷評されるような代物であったという。そのため、体の小さい田村は相手にコントロールされた場合、思い切った技を仕掛けることができなかったのが敗因の一つだったと全日本女子代表チーム監督の野瀬清喜は述べている。本人は試合直後のインタビューで次のように語った。「なぜか決勝戦だけ、気合が入らなかった。集中力がなかった」「みんなが応援してくれるから絶対に勝たなきゃいけない。それで硬さがあったのかもしれない。でも人間ですよね。私も人間だなと思いました。人間でよかった」。何れにせよ、今回の敗戦は田村にとってあまりにも衝撃的で、小学校2年の時に柔道を始めて以来培ってきた喜びや勇気、自信が根本的に打ち砕かれた気分に陥り、次は2000年シドニーオリンピックなどと軽々しく口にはできない状態が暫く続いた。そんな時、親交のあった1988年ソウルオリンピック（公開競技）61kg級銅メダリストの持田典子から渡された手紙にあった｢神様は乗り越えられない人には試練を与えない｣との文面に感銘を受けた。｢柔道をやれるときは限られる。ここでやめたら後で悔やむだろう。自分は試練を乗り越えられる。わずかな可能性を信じて努力してみよう。｣と思い至り、立ち直るきっかけをつかめた。
さらにその後のインタビューでは次のように述べた。「アトランタでは準決勝でサボンに一本勝ちした時、これでもう優勝は決まったようなものだと自信満々になったのは間違いだった。これを教訓にそれからは対戦が予想される全ての選手をライバルと思うようになった」「（オリンピックで）金メダルを取るまで私はあきらめない。自分が完璧になったとき、最高の喜びが待っていると思います」。

### シドニーオリンピックまで
オリンピック後最初の大会となった12月の福岡国際では、準決勝で李愛月に2-1の判定で辛うじて勝利すると、決勝ではサボンに注意で勝って優勝した。
1997年1月には大阪で初開催された女子の国別団体世界一を決めるワールドカップ団体戦 に、日本チームの一員として準決勝のキューバ戦のみに出場して、そこでサボンを背負投の有効で下して勝利したが、チームは敗れて3位になった。
5月の体重別では長井から燕返で有効を取って勝ち、世界選手権代表に選出された。
10月にパリで開催された世界選手権では、準決勝で北朝鮮のペ・ドンスクを出足払と背負投の合技で下すと、決勝でもサボンから内股で有効を取って破り大会3連覇を達成した。
12月の福岡国際では決勝で長井を指導で下して優勝した。
1998年には帝京大学を卒業すると、トヨタ自動車に入社した。また、日体大の大学院にも進学することになった。当初は就職せず帝京大学の大学院に進学する予定もあったが、そうしなかった点については、｢自分の人生の中で社会人の経験をしておく必要がある。人生においていろいろなことを吸収したい｣からだと説明した。
5月の体重別では決勝で住友海上の真壁友枝から体落で有効を取って優勝した。
9月にミンスクで開催されたワールドカップ団体戦では、準決勝でフランスチームのジョシネと対戦して、相手の大内刈を返して有効を取り勝利したが、チームは敗れて最終的に5位にとどまった。
11月の全国女子体重別では決勝で長井から警告を取って優勝した。
アジア大会が12月にあったために1か月先延ばしになって開催された1999年1月の福岡国際決勝では、アジア大会で優勝して勢いづく真壁を小外掛一本で破り優勝した。
5月の体重別では決勝で長井を3-0の判定で下して世界選手権代表に選出された。
10月にバーミンガムで開催された世界選手権では、準決勝で韓国の朴成子を注意で破ると、決勝ではサボンを3-0の判定で下して大会4連覇を果たした。
12月の福岡国際では決勝でサボンを3-0の判定で破り、今大会10連覇を達成した。この際に次のように語った。｢90年代を制覇し続けられたことは本当にうれしい。勝つことは難しい。勝ち続けることはもっと難しい。しかし、今日の経験は、シドニーで必ず生きる。今まで経験してきたことを発揮するときがいよいよ来たんです。やるしかない。｣。
2000年4月の体重別では決勝で東和大学4年の濱野千穂を注意で破り、52kg級の山口香に続いて今大会での10連覇を達成して、シドニーオリンピック代表に選出された。
9月のシドニーオリンピックでは、「最高で金（メダル）、最低でも金（メダル）」という言葉と共に臨んだ。しかし、初戦では中国の趙順心と対戦するとペースを掴めずに終盤まで縺れ込み、旗判定になったら負けにされる可能性もあったものの、終了1秒前に内股返の有効で辛うじて勝利した。続く準々決勝ではウクライナのリウドミラ・ルシニコワに払腰で一本勝ちした。準決勝では北朝鮮のチャ・ヒョニャンを攻め立てるもポイントは取れず、両者注意を与えられるが3-0の判定で破った。そして決勝ではロシアのリュボフ・ブルレトワを開始38秒の内股一本で破り、自身初のオリンピック金メダルに嬉し涙を流した。また、初のオリンピック金メダル獲得を「ようやく初恋の人に出会えた」と表現した。さらにこの金メダルが評価されて、福岡県では初となる県民栄誉賞を受賞した。なおこの時点では、将来結婚したら専業主婦に納まるのが理想で、自分の子供には柔道をやらせたくないと語っていた（後に結婚して男児2名をもうけたが、両者には柔道でなくアイスホッケーに取り組ませている。また、参議院議員を一期務めた後は専業主婦になった）。

### アテネオリンピックまで
12月の福岡国際では、決勝で濱野を警告で破り大会11連覇を達成した。
2001年4月の体重別では、決勝で濱野に総合勝ちして大会11連覇を達成するとともに世界選手権代表に選ばれた。
7月にミュンヘンで開催された世界選手権では、2週間前に右膝の内側側副靱帯を断裂しながらも敢えて参戦した。その準決勝ではイタリアのジュゼッピーナ・マクリを内股一本で破ると、決勝では北朝鮮のリ・キョンオクと際どい試合になったものの2-1の判定で下して、ケガを抱えながらも大会5連覇を達成した。なお、12月の福岡国際は12連覇が懸かっていたものの、出場しなかった。
2002年4月の体重別では、初戦で土浦日大高校2年の福見友子に大内刈で効果を取られて敗れ、アトランタオリンピック決勝で敗れてから続いていた連勝記録が65でストップした。また、日本選手には1990年の体重別準決勝で江崎に敗れて以来12年ぶりに敗れ、これによって対日本選手の連勝は98、国内で開催された大会での連勝記録は121でストップすることとなった。後にこの敗戦について、次のようにコメントした。「あの試合（4月）を振り返ってみると、柔道以外のこと、それは肖像権の問題ですが、それに頭が行ってしまい、あの時点で誰と対戦したとしても、いい結果は得られなかったと思います。ですから、敗戦というより自分の問題であって、あまり気にはしていないんです。」「あの敗戦よりももっと苦しくてひどい敗戦を、バルセロナ、アトランタで経験しています。だから、あの敗戦はそういうものとは違います」。
12月には2年ぶりに福岡国際に出場すると、準決勝では体重別で敗れた福見から効果を取って勝ち雪辱を果たすと、決勝でもミキハウスの北田佳世から小内巻込で有効を取り、この大会12度目の優勝を飾った。なお、福岡国際に出場したのは結果として今回が最後となった。田村が今大会で初優勝した時から常に実況を続けてきたRKB毎日放送アナウンサーの隈部崇之は、田村は動きが速すぎるので一瞬たりとも目が離せず、他の選手を実況している場合と違い、選手の経歴やエピソードが書かれたメモを見る余裕さえ与えなかったと語っている。
2003年4月の体重別では準決勝で福見に小外刈で一本勝ちすると、決勝でも北田から背負投で有効を取って優勝を果たして、世界選手権代表に選ばれた。
9月に大阪で開催された世界選手権では準々決勝までの3試合を一本勝ち、準決勝でも中国の高峰から効果と指導を取っても攻め続け、ラスト1秒の背負投で一本勝ちすると、決勝ではジョシネに指導3で優勢勝ちして大会6連覇を達成した。
12月1日にはプロ野球のオリックス・ブルーウェーブ所属の選手である谷佳知と結婚した。20日には結婚披露宴を行い、日本テレビで生中継された。
2004年4月の体重別では、準決勝で藤村女子高校3年の山岸絵美を払腰一本で破ると、決勝でも北田から指導2を取って優勝を果たしてアテネオリンピック代表に選出された。
新たに「谷亮子」として臨んだ8月のアテネオリンピックでは、夫で同じくアテネオリンピックの野球競技日本代表選手である谷佳知をはじめ多くの人々による応援の中、試合に臨んだ。大会1か月前に左足首を傷めたことからケガの影響が懸念された。しかしながら、初戦で地元ギリシャのマリア・カラヤノブルーを合技、準々決勝でアルジェリアのソラヤ・ハダドを大外刈、準決勝でルーマニアのアリナ・ドゥミトルを合技で破るなどオール一本勝ちで決勝まで進んだ。決勝ではジョシネと対戦すると、開始早々に大外刈で効果、その直後には背負投で有効を奪った。さらに終了17秒前には大内刈で技ありを取って快勝して、オリンピック2大会連続の金メダルを獲得した。女子競技における日本選手のオリンピック連覇は初めてのことであった。試合後のインタビューでは「シドニーの時よりも何倍も嬉しいです」と涙を流して喜んだ。なお、今回の勝利で日本の女子の既婚選手では初めての金メダル獲得となった。また、夫の谷佳知も野球競技で銅メダルを獲得したことで、夫婦揃ってのメダリストともなった。また、マスコミから「谷でも金」と賞賛された。

### 北京オリンピックまで
2005年4月の体重別では準決勝で福見に内股すかしで一本勝ちすると、決勝では北田に指導1で勝って世界選手権代表に選出されるが、GSに入って僅か27秒で守りに入っていたわけでもない北田のみに指導が与えられた点は疑問の残る裁定と報じる向きもあった。
しかし妊娠のため7連覇のかかっていた世界選手権は欠場した（北田が代役出場）。
そして12月31日には長男を出産した。
復帰後初の大会である2007年4月の体重別では、準決勝で山岸から効果を取って勝つが、決勝では福見に出足払で有効を取られて敗れた。
しかし、ここ2年間ではこの大会しか出場していなかったにもかかわらず、過去の実績が考慮されて世界選手権代表に選出された。
9月にリオデジャネイロで開催された世界選手権では序盤から強豪との対戦が相次ぐ厳しい組み合わせとなったが、3回戦でジョシネ、準々決勝で中国の呉樹根に対してGSまでもつれこむもののそれぞれ効果と指導1を取って下すと、準決勝ではドゥミトルから大外刈で技ありを取り、決勝でもキューバのヤネト・ベルモイが朽木倒にきたところを払腰で切り返して有効を取って優勢勝ちして、2大会ぶり7度目の優勝を飾った。
2008年には北京オリンピックへの出場の意欲を見せ、4月には選抜体重別に出場した。準決勝で山梨学院大学2年の浅見八瑠奈を指導1で破ったのち、決勝戦で山岸絵美相手に先に送足払で効果を取るものの、その後、巴投と大外返で有効2つを取られて逆転負けを喫したが、これまでの実績からオリンピック代表に選ばれた。
夏季大会は5大会連続出場という、日本選手の最多連続記録を更新して臨んだ8月の北京オリンピック柔道競技では柔道競技初日に登場した。その初戦ではアメリカのサヤカ・マツモトを大外刈の有効、2回戦では地元の呉樹根をGSに入ってから小外刈の技あり、準々決勝ではアルゼンチンのパウラ・パレトを指導1でそれぞれ破った。そして、準決勝ではドゥミトルと対戦することになった。互いに組み手を嫌って牽制し合うなどして指導2となり、膠着状態となった残り33秒にスペイン出身の主審が谷にだけ指導3を与えると、谷はあからさまに不服そうな表情を浮かべるが、反撃むなしく試合終了となってオリンピック3連覇はならなかった。外国選手に負けたのはアトランタオリンピックの決勝以来12年ぶり、ヨーロッパの選手に負けたのはバルセロナオリンピックの決勝以来16年ぶりのことだった。対外国選手の連勝記録も61でストップした。その後の3位決定戦ではロシアのリュドミラ・ボグダノワに内股で一本勝ちを収めて、オリンピック5大会連続のメダルとなる銅メダルを獲得した。なお準決勝に関して、全柔連強化委員長の吉村和郎や女子代表監督の日蔭暢年、女子代表コーチの園田隆二などからは、試合終盤になって谷にだけ指導3が与えられたことに疑問を呈する声が上がった。これに対して、オリンピックにおける日本女性初の審判員として今大会に参加した天野安喜子は次のような指摘を行った。｢あの指導は勇気ある正しい判断であり、あの場面における指導は決して間違いではなかった。国内の大会なら終盤は流してGSにしてしまう傾向もあるが、インターナショナル審判員の場合は、審判員としての技量をこのような場面でこそ見られているという意識が働くので、例え残り10秒であっても反則がより妥当とみなせる側にきっちりと反則を与える。それがインターナショナル審判員としてのプライドでもある｣。

## 代表選手選考を巡って
2007年4月8日に福岡国際センターで開催された、リオデジャネイロ世界選手権の代表選手選考をも兼ねた選抜体重別の決勝において、筑波大学の福見友子に出足払で有効を取られて敗れた。大会後の強化委員会では48kg級の代表選考を巡って約2時間にも渡って紛糾した。結果として、ここ2年間国内外の大会に出場していなかったものの、過去の実績を考慮されて谷が代表に選ばれた。今回の世界選手権では北京オリンピックの出場権を得るために5位以内に入る必要があり、その目的を達成するためにも計算できる谷ということになった。この際に谷自身は、「ああ終わったなと思ったのに、選ばれちゃった。私はいつまでやったらいいんですかね」と発言していた。その一方で、あくまで北京オリンピックが目標だったので、じっくり体作りをするために2007年もできれば休んでおきたかった。なので、今回の敗戦も「万全じゃなかったから仕方ない」と冷静に構えていたという。
谷を選出した点について強化委員長の吉村和郎は、「ただ世界選手権に出るだけでいいなら、若手を出す。しかし、目指すのはあくまでも金メダル。それを考えると谷のほうが金メダルに近い。われわれの選考を信じてほしい」「世界で戦うということは想像を絶する重圧と戦うこと。（世界選手権で） 
負けてよくやった、ということはない。勝ち方を知っているベテランならメダルを確実に獲ってくれる」「谷の動きは同じ階級の選手にはまねができないし、このままで終わるヤツではない」 と選考理由を述べた。また、吉村は大会3か月前のインタビューで、「若手3人（福見友子、三井住友海上の山岸絵美、渋谷教育学園渋谷高校の中村美里）の力ではまだ谷に追い付き追い越すのは難しい。例え谷に勝ったとしても、彼女たちが世界で戦えるのかという話になる。やはり大方の見方では（代表は）谷になるだろう」とも語っていた。
勝利しながらも代表に選ばれなかった福見は、「悔しいけどコーチの方々がそう判断したのなら仕方ない」と語った。また、強化委員の1人であり、筑波大学で福見を指導していた山口香は、「（強化委員による）多数決なら（代表選出は）微妙だった。トータルではまだ認められない部分がある、と本人に伝えます」とコメントした。しかし、山口はこの代表選考にどうしても納得がいかず、スポーツ仲裁裁判所に提訴することも考えていたという。一方、谷は後のインタビューで、「確かに彼女（福見）は国際大会で活躍していましたけど、私にはそれまでに積み上げてきた実績がありました。なんというのかな、当時の国内大会では、優勝する選手というのが毎年異なっていた。福見選手は、翌年の北京五輪予選でも結局決勝まで残れなかった。世界を相手に戦うという点においては安定感が兼ね備わっていなかった。だから、リオデジャネイロ世界選手権も北京五輪も代表には私が選ばれたのではないでしょうか。」「（ライバルと思える選手がいなかったからこそ）私が一度や二度負けたぐらいで代表から落選するはずはないという考えが私自身の中にあったのは事実です。」との見解を示した。
外部からこの選考を批判する声も少なくなかったが、当時、雑誌近代柔道の編集長を務めていた桐生邦雄は、今大会が「代表選手選考最終選考会」とテレビや新聞で喧伝されていたことから、一般人のみならず、柔道に詳しくないマスコミ関係者にも、今大会で勝った選手が代表に選ばれるという先入観を持たせてしまったのが問題であると指摘した。続けて、強化委員会は代表選考にあたっては、今大会を始め、講道館杯や冬季ヨーロッパ遠征における国際大会など選考対象となる大会をあらかじめ指定しており、今大会の結果のみで代表を決めるという申し合わせはしていない。加えて、指定された大会の成績以外に「これまでの実績」も加味された上で総合的に判断して代表を決定するという基準を設けている以上、今回の代表選考も特に問題はないとの見解を示した。さらに続けて、柔道の選考方法は外部からは非常に理解されにくいものの、対人競技である関係上、陸上競技や競泳などと違って客観的な記録を基準にした選考方法を採用できない側面を有している。しかしながら、誤解をできるだけ招かないように改善する余地は残っているとも付け加えた。
2008年4月6日に福岡国際センターで開催された、北京オリンピックの代表選手選考をも兼ねた選抜体重別の決勝において、谷は三井住友海上の山岸絵美と対戦して、先に送足払で効果を取ってリードしながら、巴投と大外返で有効2つを取り返されて逆転負けを喫した。しかし、前年の世界選手権で優勝した実績なども踏まえて谷が代表に選出された。女子代表監督の日蔭暢年は、「谷はディフェンスがよく、ディフェンスからのカウンターも狙える試合巧者。これは他の選手と比べて際立っているという判断で代表に選出した。決勝で敗れたが、コーチ陣の見解は、『ここは谷』で一致した」と選出理由を説明した。
一方、谷が2年連続決勝で敗れながらも代表に選出されたことから、前年同様に物議を醸し出すことになり、世間からはもっと透明性のある選考を望む声が噴出した。強化委員の山口は、世間も納得する明確な選考方法として、ポイント制度の導入を提案した。各大会の付与ポイントをあらかじめ公表しておけば、選考レースは一般人にも一目瞭然となり、誤解が減る結果につながる。「今回が、国内で代表を選べる最後になるかも。最終選考会で勝てない代表を、五輪で勝たせることができるのか。それは強化体制の問題」と山口は語った。また、柔道サイト eJudoは、「全柔連は選抜体重別を数ある選考大会のうちの一つと位置づけているが、その一方で最終選考会という冠をも付けている。そうである以上は、この大会で敗れた選手を選考することに世間は決して納得しないだろう。にもかかわらず、わざわざ誤解を招く要素を声高に宣伝していることに、選手第一ではない外部の事情が垣間見みえる」とも指摘した（なお、国際柔道連盟は2009年から世界ランキング制度を本格的に導入して、各階級における選手間の序列を明確化した。このランキングに基づいて、オリンピックの出場資格を得られる選手や国際柔道連盟主催の国際大会におけるシード選手を決定することになった。また、女子柔道強化選手への暴力問題を受けて、2014年からは国内でもポイント制度を導入することが決まった。しかし、このポイント制度は「あくまで参考とする一つの指標」であって、最終的には強化委員会の判断によって代表選手が選考されるとしている）。

## 柔道スタイル
身長146cmと小柄なこともあり、もともとは背負い投げ、そして小内刈、大内刈などを得意技としていた。しかし、背負いが警戒されることをうけ、他の技も習得し頻繁に出すようになった。大外刈、内股、体落、掬投、小外刈と多彩で、この技の多さが一つの武器となっており、選手キャリア中盤以降の時期は背負投げ以外の技で勝つことが多かった。また、抑込技や腕挫十字固などの寝技で勝利することも少なくなかった。全日本代表チームで谷のコーチを務めていたこともある広島大学教授の出口達也によれば、谷の考え方には技という概念はなく、一連の素早い動きの中に技が含まれているに過ぎず、相手に反応できれば結果的にどんな技になっても構わないという。
駆け引きがうまく、試合の組み立ても秀逸。組み手に強く、相手にいいところを取られたら瞬時に技を掛けながら外すなど、危機管理能力が桁外れに高い選手である。判定で負けることはまずない。組み際や相手が立ち上がろうと油断した瞬間を逃さない。なお、1999年あたりからは従来のように絶妙なタイミングから相手を投げるスタイルに限界を感じて、それを補うためにより一層のパワーアップ及びスピードアップの向上に努めた。かくして、全身反応時間の更なる高速化とパワーでも外国選手と太刀打ちできるだけの筋力を獲得した。アテネオリンピックで女子代表チームのコーチを務めていた古賀稔彦は「こんな選手は2度と出てこない」と最大級の賛辞を贈っている。
1992年のバルセロナオリンピックに続いて1996年のアトランタオリンピックでも僅かな差でありながら敗れた後に、世界選手権を含めた他の全ての大会に勝ちながらなぜオリンピックのみは勝てないのかと思い巡らせた結果、負けた試合を精査してそれを修正するよりも、むしろ勝った試合を徹底的に分析して勝ちパターンの把握に努め、それを揺るぎないセオリーにまで高めるべきことに気付いた。また、自らをコントロールできる強さを身に付けるために、オリンピックや世界選手権の2か月ほど前から毎日のように「今日が試合当日」と思い聞かせて一日を過ごすことにしていたので、自らを律して練習に取り組むことができ、普段と同じ領域から試合当日へ入っていけたという。なお、小学生の時は試合で負けた場合でもそれで終わりにせず、直ちに道場に戻って次に対戦した時には新展開で勝つイメージを作るための練習を行うことになっていた。そのような経緯もあってこの時代すでに、「負けて学ぶことは少ない。勝ってさらに高い目標を掲げる」という基本思考が形作られていたという。
今までに負けた試合は10試合ほどであり、寝技ではジュニア時代に3回一本負けを喫したことがあるが、立ち技では一度もない。なお、最大のライバルの1人と見なされていた長井淳子は、田村がもっとも強かった時期は1995年だったと語っている。高校時代に指導していた園田兄弟も、田村のピークは1993年と1995年の世界選手権で優勝した時だったと語っている。
アトランタオリンピック後のインタビューでは対戦が予想される全ての選手をライバルと思うようになったと語っていたが、引退後にはライバルという存在に対して、｢私の柔道人生の中でライバルは作れませんでした。国内外でいろいろな選手が台頭しては消えていく中で、ライバルと思える選手はいなかった。｣と否定的な見解を示した。
オリンピック及び世界選手権では計9度も優勝しているが、オール一本勝ちで優勝したことは一度もない。しかしそれは一本勝ちが少なかったことを意味するものでは必ずしもなく、大阪世界選手権とアテネオリンピックでは1試合を除いて全て一本勝ちで優勝、さらに他の世界大会でも1試合しか一本勝ちができなかったリオデジャネイロ世界選手権を除けば、どの大会も過半数で一本勝ちを収めている。
21世紀以降、外国人の柔道選手はタックル（朽木倒）を多用する傾向が多く、日本人選手が負ける要因のひとつとなっているが、谷はこれにも対処することが上手く、相手のタックルを避けることが出来、これもオリンピック2連覇を可能にした能力の一つとみなされている。
また、国内でも10年近く無敗を誇っていたが、現役晩年時は出産によるブランクの影響と年齢による動きの衰えも見られるようになっているためか、2007年の全日本選抜体重別選手権では福見友子に敗れ、翌2008年の全日本選抜体重別決勝でも山岸絵美に敗れた。
まだティーンエージャーのころから常にマスメディアの注目を浴び続け、その中で勝って当然というプレッシャーの中で、長年、モチベーションを維持して頂点に立ち続ける精神力も桁外れであり、井上康生は「どういう精神構造なのかな。ゆっくり話を聞きたい。真剣にそう思う」と評している。

## エピソード
- アトランタオリンピック日本選手団の旗手を務めた[98]。
- 結婚式では夫婦のエピソードVTRに夫婦2人が出演するというものだった。ウェディングケーキは地球をイメージした巨大な青いものだった。柔道を始めたきっかけとなった兄は式を欠席した[63]。
- 消しゴム版画家のナンシー関は、1995年噂の真相に連載されたコラム内で「10年後にヤワラちゃんは選挙に出ていると思う。」と予想していたが、実際には上記のとおり2010年に行われた参議院選挙に民主党から出馬して当選し、関の予想は15年越しで当たったこととなる[99]。
- 2011年8月には国際柔道連盟から女子柔道の史上最高選手に選出された[100]。
- 2013年8月には国際柔道連盟の殿堂入りを果たすことになった[101]。

## 戦績
| 年月                         | 大会                         | 成績                         |
| ---------------------------- | ---------------------------- | ---------------------------- |
| 1986年4月                    | 全国少年柔道大会 団体戦      | 3位                          |
| 1987年8月                    | 全日本少年少女武道錬成大会   | 優勝                         |
| 1990年7月                    | 選抜体重別                   | 3位                          |
| 1990年10月                   | 全日本女子柔道強化選手選考会 | 優勝                         |
| 1990年-2000年、2002年12月    | 福岡国際                     | 11連覇を含め、合計12度の優勝 |
| 1991年-2001年、2003年-2005年 | 選抜体重別                   | 11連覇を含め、合計14度の優勝 |
| 1991年7月                    | 世界選手権                   | 3位                          |
| 1991年10月                   | 国体 少年女子の部            | 優勝                         |
| 1991年11月                   | アジア選手権                 | 3位                          |
| 1992年2月                    | ドイツ国際                   | 優勝                         |
| 1992年7月                    | バルセロナオリンピック       | 2位                          |
| 1993年2月                    | フランス国際                 | 優勝                         |
| 1993年3月                    | 全国高校選手権               | 優勝                         |
| 1993年5月                    | 東アジア大会                 | 優勝                         |
| 1993年10月                   | 世界選手権                   | 優勝                         |
| 1993年10月                   | 国体 少年女子の部            | 優勝                         |
| 1994年10月                   | アジア大会                   | 優勝                         |
| 1994年11月                   | 全日本女子柔道強化選手選考会 | 優勝                         |
| 1995年8月                    | ユニバーシアード             | 優勝                         |
| 1995年10月                   | 世界選手権                   | 優勝（2連覇）                |
| 1996年7月                    | アトランタオリンピック       | 2位                          |
| 1997年1月                    | ワールドカップ団体戦         | 3位                          |
| 1997年10月                   | 世界選手権                   | 優勝（3連覇）                |
| 1998年9月                    | ワールドカップ団体戦         | 5位                          |
| 1998年11月                   | 全国女子柔道体重別選手権     | 優勝                         |
| 1999年10月                   | 世界選手権                   | 優勝（4連覇）                |
| 2000年9月                    | シドニーオリンピック         | 優勝                         |
| 2001年7月                    | 世界選手権                   | 優勝（5連覇）                |
| 2003年9月                    | 世界選手権                   | 優勝（6連覇）                |
| 2004年8月                    | アテネオリンピック           | 優勝（2連覇）                |
| 2007年4月                    | 選抜体重別                   | 2位                          |
| 2007年9月                    | 世界選手権                   | 優勝（合計7度目の優勝）      |
| 2008年4月                    | 選抜体重別                   | 2位                          |
| 2008年8月                    | 北京オリンピック             | 3位                          |

（出典、、JudoInside.com）。

## 対外国人選手の連勝記録
1996年12月の福岡国際2回戦から2008年8月の北京オリンピック準々決勝までの約11年8か月の間に対外国人選手に61連勝しており、浅見八瑠奈の46連勝を上回っている。また、1992年12月の福岡国際2回戦から1996年7月のアトランタオリンピック準決勝までの約3年7か月の間にも42連勝を記録していた。なお、対外国人選手の通算成績は127勝5敗、そのうち一本勝ちが82勝となっている。
| 連勝数                                                            | ラウンド                        | 対戦相手                           | 内容                            |                                 |                                 |                                 |
| 福岡国際 （1996年12月8日） 優勝                                   | 福岡国際 （1996年12月8日） 優勝 | 福岡国際 （1996年12月8日） 優勝    | 福岡国際 （1996年12月8日） 優勝 | 福岡国際 （1996年12月8日） 優勝 | 福岡国際 （1996年12月8日） 優勝 | 福岡国際 （1996年12月8日） 優勝 |
| ----------------------------------------------------------------- | ------------------------------- | ---------------------------------- | ------------------------------- | ------------------------------- | ------------------------------- | ------------------------------- |
| 1                                                                 | 2回戦                           | フジカワ（アメリカ）               | 一本勝ち（横四方固）            |                                 |                                 |                                 |
| 2                                                                 | 3回戦                           | ピレス（ブラジル）                 | 一本勝ち（崩上四方固）          |                                 |                                 |                                 |
| 3                                                                 | 準決勝                          | 李愛月（中国）                     | 判定勝ち（2－1）                |                                 |                                 |                                 |
| 4                                                                 | 決勝                            | サボン（キューバ）                 | 優勢勝ち（注意）                |                                 |                                 |                                 |
| ワールドカップ団体戦 （1997年1月19日） 3位                        |                                 |                                    |                                 |                                 |                                 |                                 |
| 5                                                                 | 準決勝                          | サボン（キューバ）                 | 優勢勝ち（有効）                |                                 |                                 |                                 |
| 世界選手権 （1997年10月12日） 優勝                                |                                 |                                    |                                 |                                 |                                 |                                 |
| 6                                                                 | 2回戦                           | ムートゥー（モーリシャス）         | 一本勝ち（大外刈）              |                                 |                                 |                                 |
| 7                                                                 | 3回戦                           | ダマン（ドイツ）                   | 一本勝ち（横四方固）            |                                 |                                 |                                 |
| 8                                                                 | 準々決勝                        | モスクビナ（ベラルーシ）           | 優勢勝ち（有効）                |                                 |                                 |                                 |
| 9                                                                 | 準決勝                          | ペ・ドンスク（北朝鮮）             | 一本勝ち（合技）                |                                 |                                 |                                 |
| 10                                                                | 決勝                            | サボン（キューバ）                 | 優勢勝ち（有効）                |                                 |                                 |                                 |
| 福岡国際 （1997年12月14日） 優勝（決勝は長井と対戦）              |                                 |                                    |                                 |                                 |                                 |                                 |
| 11                                                                | 1回戦                           | 黄麗紅（中国）                     | 一本勝ち（内股）                |                                 |                                 |                                 |
| 12                                                                | 2回戦                           | ニシロ＝ロッソ（フランス）         | 一本勝ち（内股）                |                                 |                                 |                                 |
| 13                                                                | 準決勝                          | グラダンテ（ドイツ）               | 一本勝ち（崩上四方固）          |                                 |                                 |                                 |
| ワールドカップ団体戦 （1998年9月12日） 5位                        |                                 |                                    |                                 |                                 |                                 |                                 |
| 14                                                                | 1回戦                           | マクリ（イタリア）                 | 一本勝ち（小外刈）              |                                 |                                 |                                 |
| 15                                                                | 2回戦                           | ベルティ（ブラジル）               | 一本勝ち（合技）                |                                 |                                 |                                 |
| 16                                                                | 準決勝                          | ジョシネ（フランス）               | 優勢勝ち（有効）                |                                 |                                 |                                 |
| 17                                                                | 3位決定戦                       | シモンス（ベルギー）               | 優勢勝ち（効果）                |                                 |                                 |                                 |
| 福岡国際 （1999年1月17日） 優勝（決勝は真壁と対戦）               |                                 |                                    |                                 |                                 |                                 |                                 |
| 18                                                                | 2回戦                           | ガディチョ（インド）               | 一本勝ち（合技）                |                                 |                                 |                                 |
| 19                                                                | 3回戦                           | 余淑珍（台湾）                     | 優勢勝ち（有効）                |                                 |                                 |                                 |
| 20                                                                | 準決勝                          | サボン（キューバ）                 | 優勢勝ち（技あり）              |                                 |                                 |                                 |
| 世界選手権 （1999年10月10日） 優勝                                |                                 |                                    |                                 |                                 |                                 |                                 |
| 21                                                                | 1回戦                           | ルイニ（チュニジア）               | 一本勝ち（合技）                |                                 |                                 |                                 |
| 22                                                                | 2回戦                           | カリイエワ（カザフスタン）         | 一本勝ち（横四方固）            |                                 |                                 |                                 |
| 23                                                                | 3回戦                           | クロプストラ（オランダ）           | 一本勝ち（合技）                |                                 |                                 |                                 |
| 24                                                                | 準々決勝                        | ニシロ＝ロッソ（フランス）         | 判定勝ち（3－0）                |                                 |                                 |                                 |
| 25                                                                | 準決勝                          | 朴成子（韓国）                     | 優勢勝ち（注意）                |                                 |                                 |                                 |
| 26                                                                | 決勝                            | サボン（キューバ）                 | 判定勝ち（3－0）                |                                 |                                 |                                 |
| 福岡国際 （1999年12月12日） 優勝                                  |                                 |                                    |                                 |                                 |                                 |                                 |
| 27                                                                | 2回戦                           | ラウ（香港）                       | 一本勝ち（合技）                |                                 |                                 |                                 |
| 28                                                                | 3回戦                           | ヘイレン（ベルギー）               | 優勢勝ち（有効）                |                                 |                                 |                                 |
| 29                                                                | 準決勝                          | 朴成子（韓国）                     | 優勢勝ち（警告）                |                                 |                                 |                                 |
| 30                                                                | 決勝                            | サボン（キューバ）                 | 判定勝ち（3－0）                |                                 |                                 |                                 |
| シドニーオリンピック （2000年9月16日） 優勝                       |                                 |                                    |                                 |                                 |                                 |                                 |
| 31                                                                | 2回戦                           | 趙順心（中国）                     | 優勢勝ち（有効）                |                                 |                                 |                                 |
| 32                                                                | 3回戦                           | ルスニコワ（ウクライナ）           | 一本勝ち（払腰）                |                                 |                                 |                                 |
| 33                                                                | 準決勝                          | チャ・ヒョニャン（北朝鮮）         | 判定勝ち（3－0）                |                                 |                                 |                                 |
| 34                                                                | 決勝                            | プロレトワ（ロシア）               | 一本勝ち（内股）                |                                 |                                 |                                 |
| 福岡国際 （2000年12月10日） 優勝（決勝は濱野と対戦）              |                                 |                                    |                                 |                                 |                                 |                                 |
| 35                                                                | 2回戦                           | タンプラパッソン（タイ）           | 一本勝ち（大外刈）              |                                 |                                 |                                 |
| 36                                                                | 3回戦                           | フデイベルゲノワ（ウズベキスタン） | 一本勝ち（大外刈）              |                                 |                                 |                                 |
| 37                                                                | 準決勝                          | 金英蘭（韓国）                     | 一本勝ち（体落）                |                                 |                                 |                                 |
| 世界選手権 （2001年7月29日） 優勝                                 |                                 |                                    |                                 |                                 |                                 |                                 |
| 38                                                                | 1回戦                           | モスクビナ（ベラルーシ）           | 一本勝ち（燕返）                |                                 |                                 |                                 |
| 39                                                                | 2回戦                           | エンジェルス（メキシコ）           | 一本勝ち（払腰）                |                                 |                                 |                                 |
| 40                                                                | 準々決勝                        | マティヤス（ドイツ）               | 優勢勝ち（有効）                |                                 |                                 |                                 |
| 41                                                                | 準決勝                          | マクリ（イタリア）                 | 一本勝ち（内股）                |                                 |                                 |                                 |
| 42                                                                | 決勝                            | リ・キョンオク（北朝鮮）           | 判定勝ち（2－1）                |                                 |                                 |                                 |
| 福岡国際 （2002年12月8日） 優勝（準決勝は福見、決勝は北田と対戦） |                                 |                                    |                                 |                                 |                                 |                                 |
| 43                                                                | 2回戦                           | チョウ（香港）                     | 一本勝ち（合技）                |                                 |                                 |                                 |
| 44                                                                | 3回戦                           | ジョシネ（フランス）               | 優勢勝ち（有効）                |                                 |                                 |                                 |
| 世界選手権 （2003年9月14日） 優勝                                 |                                 |                                    |                                 |                                 |                                 |                                 |
| 45                                                                | 2回戦                           | グンダル（インド）                 | 一本勝ち（払腰）                |                                 |                                 |                                 |
| 46                                                                | 3回戦                           | ドゥミトル（ルーマニア）           | 一本勝ち（大外刈）              |                                 |                                 |                                 |
| 47                                                                | 準々決勝                        | レバーグ（カナダ）                 | 一本勝ち（合技）                |                                 |                                 |                                 |
| 48                                                                | 準決勝                          | 高峰（中国）                       | 一本勝ち（背負投）              |                                 |                                 |                                 |
| 49                                                                | 決勝                            | ジョシネ（フランス）               | 優勢勝ち（指導3）               |                                 |                                 |                                 |
| アテネオリンピック （2004年8月14日） 優勝                         |                                 |                                    |                                 |                                 |                                 |                                 |
| 50                                                                | 2回戦                           | カラヤノブルー（ギリシャ）         | 一本勝ち（合技）                |                                 |                                 |                                 |
| 51                                                                | 3回戦                           | ハッダ（アルジェリア）             | 一本勝ち（大外刈）              |                                 |                                 |                                 |
| 52                                                                | 準決勝                          | ドゥミトル（ルーマニア）           | 一本勝ち（合技）                |                                 |                                 |                                 |
| 53                                                                | 決勝                            | ジョシネ（フランス）               | 優勢勝ち（技あり）              |                                 |                                 |                                 |
| 世界選手権 （2007年9月16日） 優勝                                 |                                 |                                    |                                 |                                 |                                 |                                 |
| 54                                                                | 2回戦                           | マイズラ（マレーシア）             | 一本勝ち（体落）                |                                 |                                 |                                 |
| 55                                                                | 3回戦                           | ジョシネ（フランス）               | 優勢勝ち（GS効果）              |                                 |                                 |                                 |
| 56                                                                | 準々決勝                        | 呉樹根（中国）                     | 優勢勝ち（GS指導1）             |                                 |                                 |                                 |
| 57                                                                | 準決勝                          | ドゥミトル（ルーマニア）           | 優勢勝ち（技あり）              |                                 |                                 |                                 |
| 58                                                                | 決勝                            | ベルモイ（キューバ）               | 優勢勝ち（有効）                |                                 |                                 |                                 |
| 北京オリンピック （2008年8月9日） 3位                             |                                 |                                    |                                 |                                 |                                 |                                 |
| 59                                                                | 2回戦                           | マツモト（アメリカ）               | 優勢勝ち（有効）                |                                 |                                 |                                 |
| 60                                                                | 3回戦                           | 呉樹根（中国）                     | 優勢勝ち（GS技あり）            |                                 |                                 |                                 |
| 61                                                                | 準々決勝                        | パレト（アルゼンチン）             | 優勢勝ち（指導1）               |                                 |                                 |                                 |

## 有力選手との対戦成績
| 国籍                       | 選手名               | 内容                     |
| -------------------------- | -------------------- | ------------------------ |
| 日本の旗                   | 江崎史子             | 2勝1敗                   |
| 日本の旗                   | 衛藤裕美子           | 4勝1敗（うち1戦1本勝ち） |
| 日本の旗                   | 長井淳子             | 10勝                     |
| 日本の旗                   | 真壁友枝             | 4勝（うち1戦1本勝ち）    |
| 日本の旗                   | 北田佳世             | 4勝                      |
| 日本の旗                   | 福見友子             | 3勝2敗（うち2戦1本勝ち） |
| 日本の旗                   | 山岸絵美             | 3勝1敗（うち1戦1本勝ち） |
| 日本の旗                   | 浅見八瑠奈           | 1勝                      |
| イギリスの旗               | カレン・ブリッグス   | 2勝1敗（うち2戦1本勝ち） |
| フランスの旗               | セシル・ノバック     | 1敗                      |
| フランスの旗               | フレデリク・ジョシネ | 7勝                      |
| 中華人民共和国の旗         | 李愛月               | 6勝（うち3戦1本勝ち）    |
| 中華人民共和国の旗         | 湯礼紅               | 2勝1敗（うち1戦1本勝ち） |
| キューバの旗               | アマリリス・サボン   | 12勝（うち4戦1本勝ち）   |
| 朝鮮民主主義人民共和国の旗 | ケー・スンヒ         | 1敗                      |
| ルーマニアの旗             | アリナ・ドゥミトル   | 3勝1敗（うち2戦1本勝ち） |

（参考資料：ベースボール・マガジン社発行の近代柔道バックナンバー、JudoInside.com等）

## 受賞
- 1993年度JOCスポーツ賞優秀賞
- 1995年度JOCスポーツ賞最優秀賞
- 1995年 福岡県 県民スポーツ栄誉賞
- 2000年10月3日 銀杯一組（菊紋）
- 2000年11月6日 内閣総理大臣顕彰
- 2000年度JOCスポーツ賞特別栄誉賞
- 2000年 福岡県 県民栄誉賞
- 2002年度JOCスポーツ賞特別貢献賞
- 2003年11月3日 紫綬褒章
- 2004年11月3日 紫綬褒章飾版
- 2004年 福岡県 県民スポーツ栄誉賞
- 2007年11月3日 紫綬褒章飾版

## 谷亮子をモチーフとした作品
- 小さくたってでっかいぞ!（歌：かわさきかつじ）
  - 1996年1月10日にシングルCDとして発売。
  - 「田村亮子」（当時）の固有名詞は登場しないが、谷をイメージした歌詞である。